# Liste de logiciels de sauvegarde
Cette liste de logiciels de sauvegarde donne un aperçu de la diversité des solutions de sauvegarde dans le domaine informatique. Elle ne concerne pas les logiciels spécifiquement destinés à l'archivage.

## Logiciels libres
| Package               | Licence             | Langage           | Version pour Windows | Version pour Mac OS | Version pour Linux            | Interface graphique                    | Ligne de commande | Mise à jour                                       |
| --------------------- | ------------------- | ----------------- | -------------------- | ------------------- | ----------------------------- | -------------------------------------- | ----------------- | ------------------------------------------------- |
| AMANDA                | BSD                 | C, Perl           | Oui                  | Oui                 | Oui                           | Non (seulement avec Amanda Enterprise) | Oui               | 25 août 2023                                      |
| Areca Backup          | GPL-2.0             | Java 1.4.x        | Oui                  | Non                 | Oui                           | Oui                                    | Oui               | 26 août 2015                                      |
| Attic                 | BSD                 | Python            | Non                  | Oui                 | Oui                           | Non                                    | Oui               | 16 mai 2015                                       |
| BackupPC              | GPL-3.0             | Perl              | Oui                  | Oui                 | Oui                           | Oui                                    | Oui               | 20 juin 2020                                      |
| Bacula                | AGPL-3.0            | C++               | Oui (avec licence)   | Oui                 | Oui                           | Oui                                    | Oui               | 22 mars 2024                                      |
| Bareos                | AGPL-3.0            | C++               | Oui                  | Oui                 | Oui                           | Oui                                    | Oui               | 16 décembre 2024                                  |
| Back In Time          | GPL                 | Python            | Non                  | Non                 | Oui                           | Oui                                    | Oui               | 13 novembre 2024                                  |
| BorgBackup            | BSD-3               | Python, Cython, C | Oui (Avec Cygwin)    | Oui                 | Oui                           | Optionnel (BorgBase, BorgWeb, Vorta)   | Oui               | 3 juillet 2024 et 17 novembre 2024                |
| Box Backup            | BSD/GPLv2.0         | C++               | Oui                  | Oui                 | Oui                           | Oui                                    | ?                 | 2 juillet 2017                                    |
| Burp                  | AGPL-3.0            | C                 | Oui                  | Oui                 | Oui                           | Oui                                    | Oui               | 3 décembre 2022                                   |
| DirSync Pro           | GPLv3               | Java              | Oui                  | Oui                 | Oui                           | Oui                                    | ?                 | 7 mars 2018,                                      |
| DAR                   | GPLv2               | C++               | Oui                  | Oui                 | Oui                           | Optionnel DarGUI                       | Oui               | 8 décembre 2024                                   |
| duplicity             | GPL                 | Python            | Oui (avec Cygwin)    | Oui                 | Oui                           | Optionnel Deja Dup                     | Oui               | 9 février 2025                                    |
| Duplicati             | LGPL                | C#                | Oui                  | Oui                 | Oui                           | Oui                                    | ?                 | 2 février 2013 (Stable) 29 novembre 2024(Preview) |
| FlyBack               | GPL                 | Python            | Non                  | Non                 | Oui                           | Oui                                    | ?                 | 5 mai 2010                                        |
| FreeFileSync          | GPLv3               | C++               | Oui                  | Oui                 | Oui                           | Oui                                    | Oui               |                                                   |
| g4l                   | GPLv2.0 et BSD      | C & Shell Unix    | Oui                  | Oui                 | Oui                           | Oui                                    | Oui               | 13 octobre 2021                                   |
| obnam                 | GPLv3               | Python            | Non                  | Non                 | Oui                           | Non                                    | Oui               | 6 juin 2021,                                      |
| Proxmox Backup Server | AGPL-3.0            | Rust              | Non                  | Non                 | Debian et dérivées uniquement | Oui                                    | Oui               | 28 novembre 2024                                  |
| star/gtar             | BSD/CDDL/GNU/autres |                   | Oui (avec GnuWin32)  | Oui                 | Oui                           | Optionnel (GUI Tar et Tar GUI)         | Oui               | dépendant de l'implémentation                     |
| rdiff-backup          | GPL                 | Python            | Oui (avec Cygwin)    | Oui                 | Oui                           | Oui                                    | Oui               | 8 septembre 2023,                                 |
| restic                | BSD                 | Go                | Oui                  | Oui                 | Oui                           | Non                                    | Oui               | 8 novembre 2024                                   |
| Syncthing             | MPL                 | Go                | Oui                  | Oui                 | Oui                           | Oui                                    | Oui               | 12 mars 2025                                      |
| Unison                | GPL                 | OCaml             | Oui                  | Oui                 | Oui                           | Oui                                    | Oui               | 5 novembre 2024                                   |
| git-annex             | GPL3+               | Haskell           | Non                  | Oui                 | Oui                           | Partiel                                | Oui               | 15 janvier 2024                                   |
| rsnapshot             | GPL                 | Script_shell      | Non                  | Non                 | Oui                           | Non                                    | Oui               | 31 janvier 2020                                   |
| Woodstock Backup      | MIT                 | JavaScript        | Non                  | Non                 | Oui                           | Oui                                    | Partiel           | 8 août 2020                                       |

## Logiciels propriétaires
| Package                               | Éditeur                      | Version pour Windows | Version pour Mac OS | Version pour Linux                  | Interface graphique | Continuous Data Protection |
| ------------------------------------- | ---------------------------- | -------------------- | ------------------- | ----------------------------------- | ------------------- | -------------------------- |
| @MAX SyncUp                           | @MAX software                | Oui                  | Non                 | Non                                 | Oui                 | Oui                        |
| Argentum Backup                       | Argentum Software            | Oui                  | Non                 | Non                                 | Oui                 | Non                        |
| Acronis True Image                    | Acronis                      | Oui                  | Oui                 | Non                                 | Oui                 |                            |
| Actifio                               | Actifio (en)                 | Non                  | Non                 | Oui                                 | Oui                 | Oui                        |
| ARCserve Backup                       | ARCserve                     | Oui                  | Oui                 | Oui                                 | Oui                 | Oui                        |
| Arx One Backup                        | Arx One                      | Oui                  | Oui                 | Oui                                 | Oui                 | Oui                        |
| Backup4all                            | Softland                     | Oui                  | Non                 | Non                                 | Oui                 | Non                        |
| BackupAssist                          | Cortex IT Labs               | Oui                  | Non                 | Non                                 | Oui                 | Non                        |
| Backup Exec                           | Veritas Technologies (en)    | Oui                  | Oui                 | Oui                                 | Oui                 | Oui                        |
| Catalogic DPX                         | Catalogic Software           | Oui                  | Non                 | Oui                                 | Oui                 | Oui                        |
| Bitser                                | Bitser                       | Oui                  | Non                 | Non                                 | Oui                 | Non                        |
| Bvckup 2                              | Pipemetrics SA               | Oui                  | Non                 | Non                                 | Oui                 | Non                        |
| ChronoSync                            | Econ Technologies            | Non                  | Oui                 | Non                                 | Oui                 | Non                        |
| Cobian Backup (v11)                   |                              | Oui                  | Non                 | Non                                 | Oui                 |                            |
| Comodo Backup                         | Comodo Group                 | Oui                  | Non                 | Non                                 | Oui                 | Oui                        |
| Crashplan                             | Code42                       | Oui                  | Oui                 | Oui                                 | Oui                 | Oui                        |
| Data Safe Restore                     | Beemo Technologie            | Oui                  | Oui                 | Oui                                 | Oui                 | Oui                        |
| Dmailer Backup                        | Dmailer                      | Oui                  | Oui                 | Non                                 | Oui                 | Non                        |
| Double Image Backup                   | Host Interface International | Oui                  | Non                 | Non                                 | Oui                 | Non                        |
| Druva InSync                          | Druva Software               | Oui                  | Oui                 | Oui                                 | Oui                 | Oui                        |
| EMC Legato Networker                  | EMC Corporation              | Oui                  | Oui                 | Oui                                 | Oui                 | Non                        |
| Genie Backup Manager                  | Genie-Soft                   | Oui                  | Non                 | Oui                                 | Oui                 | Oui                        |
| Handy Backup                          | Novosoft LLC                 | Oui                  | Non                 | Oui                                 | Oui                 | Non                        |
| HP Data Protector                     | HP Software & Solutions      | Oui                  | Oui                 | Oui                                 | Oui                 | Oui                        |
| IASO Backup                           | IASO Backup                  | Oui                  | Oui                 | Oui                                 | Oui                 | Non                        |
| IBM Tivoli Storage Manager            | IBM                          | Oui                  | Oui                 | Oui                                 | Oui                 | Non                        |
| InMage DR-Scout                       | InMage                       | Oui                  | Non                 | Oui                                 | Oui                 | Oui                        |
| Image for Windows                     | TeraByte Unlimited           | Oui                  | Non                 | Oui                                 | Oui                 | Non                        |
| Iperius Backup                        | Enter Srl                    | Oui                  | Non                 | Non                                 | Oui                 | Non                        |
| KeepVault                             | KeepVault                    | Oui                  | Partiel             | Non                                 | Oui                 | Oui                        |
| Langmeier Backup                      | Langmeier Software           | Oui                  | Non                 | Non                                 | Oui                 | Non                        |
| LazySave                              | LazySave                     | Oui                  | Non                 | Non                                 | Oui                 | Non                        |
| .Mac Backup aka MobileMe              | Apple Inc.                   | Oui                  | Oui                 | Oui                                 | Oui                 | Oui                        |
| Memopal                               | Memopal                      | Oui                  | Oui                 | Oui                                 | Oui                 | Oui                        |
| Mozy                                  | Mozy / EMC                   | Oui                  | Oui                 | Non                                 | Oui                 | Non                        |
| NeoBe Plus                            | NeoBe DropCloud              | Oui                  | Oui                 | Oui                                 | Oui                 | Oui                        |
| NetVault Backup                       | Dell                         | Oui                  | Oui                 | Oui                                 | Oui                 | Non                        |
| Novabackup                            | NovaStor                     | Oui                  | Non                 | Partiel                             | Oui                 | Non                        |
| ntbackup                              | Microsoft                    | Oui                  | Non                 | Non                                 | Oui                 | Non                        |
| NetBackup                             | Veritas Software             | Oui                  | Oui                 | Oui                                 | Oui                 | Oui                        |
| Norton 360                            | Symantec                     | Oui                  | Non                 | Oui                                 | Oui                 | Non                        |
| Norton Ghost                          | Symantec                     | Oui                  | Non                 | Oui                                 | Oui                 | Non                        |
| EMC RecoverPoint                      | EMC Corporation              | Oui                  | Non?                | Non?                                | Oui                 | Oui                        |
| Retrospect                            | Retrospect Inc               | Oui                  | Oui                 | Oui                                 | Oui                 | Non                        |
| ShadowProtect                         | StorageCraft                 | Oui                  | Non                 | Oui                                 | Oui                 | Oui                        |
| Sauvegarde Facile                     | Emjysoft                     | Oui                  | Non                 | Non                                 | Oui                 | Non                        |
| System Center Data Protection Manager | Microsoft                    | Oui                  | Non                 | Non                                 | Oui                 | Non                        |
| SpiderOak                             | SpiderOak                    | Oui                  | Oui                 | Oui                                 | Oui                 | Oui                        |
| SyncBack                              | 2BrightSparks                | Oui                  | Non                 | Non                                 | Oui                 | Non                        |
| SyncToy                               | Microsoft                    | Oui                  | Non                 | Non                                 | Oui                 | Non                        |
| Time Machine                          | Apple Inc.                   | Non                  | Oui                 | Non                                 | Oui                 | Non                        |
| Tonido Backup                         | CodeLathe                    | Oui                  | Oui                 | Oui                                 | Oui                 | Non                        |
| TotalRecovery Pro                     | FarStone Technology          | Oui                  | Non                 | Non                                 | Oui                 | Non                        |
| UltraBackup                           | Astase                       | Oui                  | Non                 | Non                                 | Oui                 | Oui                        |
| UltraBac                              | UltraBac                     | Oui                  | Non                 | Oui                                 | Oui                 | Oui                        |
| Veeam Backup & Replication            | Veeam Software               | Oui                  | Non                 | Oui (Uniquement les agents pour PC) | Oui                 | Oui                        |
| Ventis BackupSuite 2008               | VentisPro ApS                | Oui                  | Non                 | Non                                 | Oui                 | Non                        |
| Veritas System Recovery               | Veritas Software             | Oui                  | Non                 | Oui                                 | Oui                 |                            |
| Windows Home Server Computer Backup   | Microsoft                    | Oui                  | Oui                 | Non                                 | Oui                 | Non                        |
| Windows Backup and Restore            | Microsoft                    | Oui                  | Non                 | Non                                 | Oui                 | Non                        |
| Backblaze                             | Backblaze                    | Oui                  | Oui                 | Non                                 | Oui                 | Non                        |
| Yosemite Server Backup                | Barracuda Networks           | Oui                  | Non                 | Oui                                 | Oui                 | Non                        |